# جيمي ستيل
جيمي ستيل (بالإنجليزية: Jimmy Steele)‏ هو لاعب كرة قدم أمريكية أمريكي، ولد في 11 ديسمبر 1909 في تامبا في الولايات المتحدة، وتوفي في 15 سبتمبر 1980 في مقاطعة هيلزبورو في الولايات المتحدة.